# HOPE/HOSBO

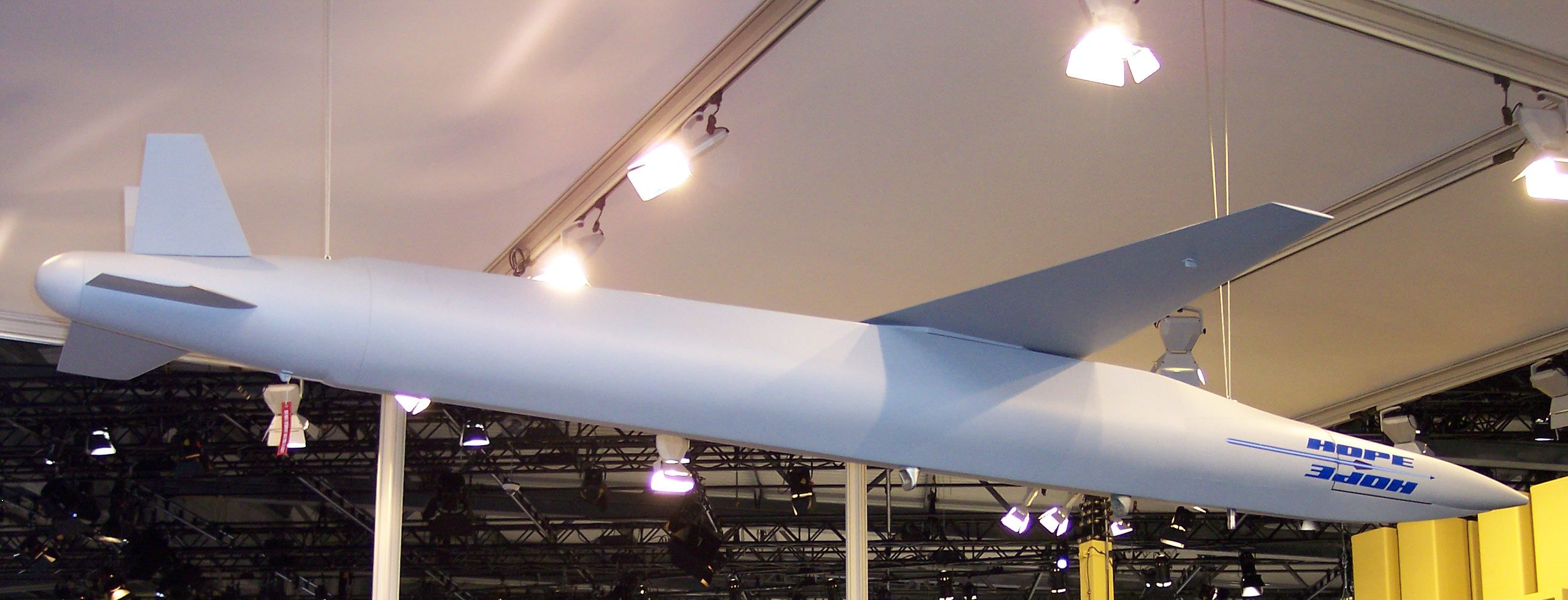
HOPE op de Internationale Luft- und Raumfahrtausstellung Berlin 2006

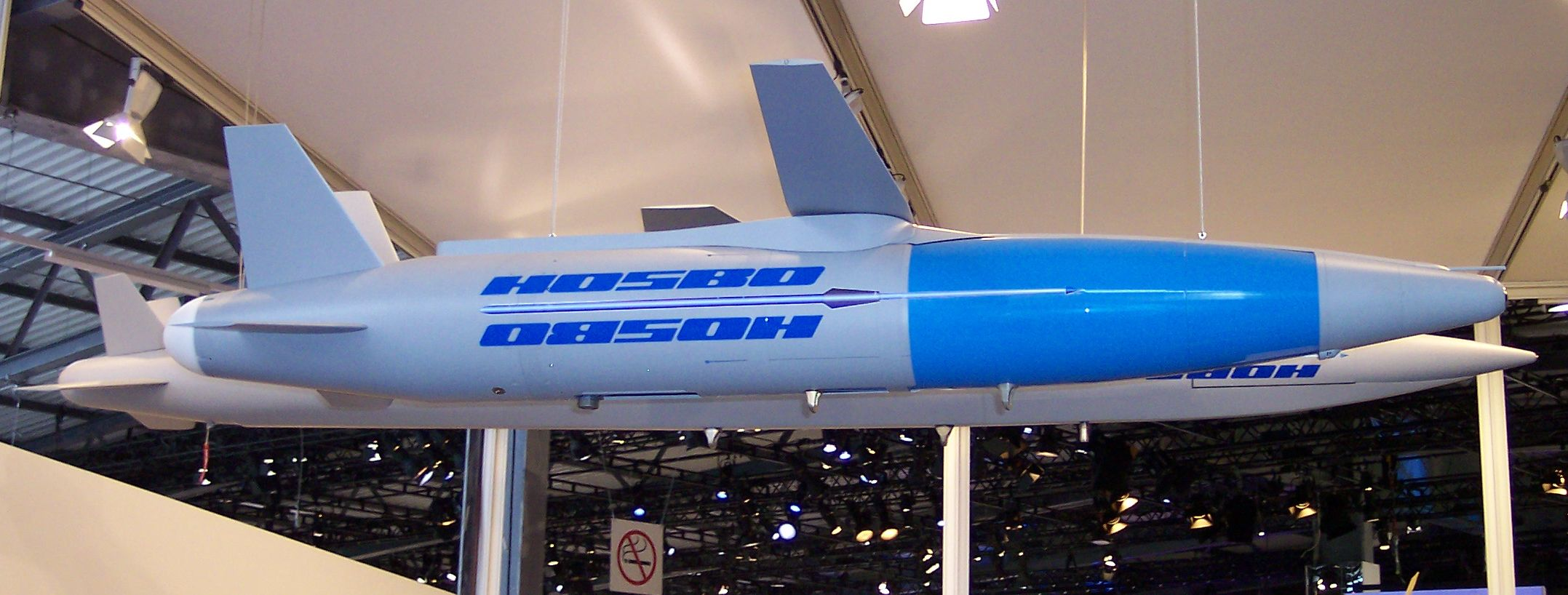
HOSBO op de Internationale Luft- und Raumfahrtausstellung Berlin 2006

HOPE (HOchleistungs-PEnetrator) en HOSBO (HOchleistungs-Spreng-BOmbe) zijn twee zweefbommen die Diehl BGT Defence van 1999 tot 2010 voor de Bundeswehr ontwikkeld heeft. 
HOPE kan met een staafpenetrator versterkte of ondergrondse doelen vernietigen.
HOSBO kan met een springkop uitgerust worden, maar ook met verschillende soorten niet-dodelijk wapen.
De eerste test van HOPE gebeurde op 9 april 2008 vanaf een Panavia Tornado te Manching.
Op 22 september 2008 lanceerde een Panavia Tornado een HOPE boven het testgebied in Vidsel.
HOPE/HOSBO zijn ook geschikt voor Eurofighter Typhoon.

## PILUM
Op de Paris Air Show van 2011 stelde Diehl “PILUM”, verwijst naar pilum, voor als verdere ontwikkeling van HOPE/HOSBO. In samenwerking met Rafael Advanced Defense Systems werd een nieuwe zoekkop ontwikkeld zoals SPICE.

## Specificaties
| Specificatie | HOPE                                    | HOSBO                    |
| ------------ | --------------------------------------- | ------------------------ |
| Doel         | Tegen versterkte en ondergrondse doelen | Veelzijdig gebruik       |
| Fabrikant    | Diehl BGT Defence                       | Diehl BGT Defence        |
| Lengte       | 5 m                                     | 3,5 m                    |
| Diameter     | 40 cm                                   | 40 cm                    |
| Massa        | 1.400 kg                                | 907 kg                   |
| Bereik       | 160 km                                  | 160 km                   |
| Sturing      | GPS/INS, elektro-optisch                | GPS/INS, elektro-optisch |